# Isabel Plach
Isabel Plach (* 19. April 1987 in Wien, Österreich) ist eine ehemalige österreichische Handballspielerin, die dem Kader der österreichischen Nationalmannschaft angehörte.

## Karriere
Plach spielte beim österreichischen Erstligisten Hypo Niederösterreich, mit dem sie zwischen 2006 und 2011 sechs Mal die österreichische Meisterschaft und sechs Mal den ÖHB-Cup gewann. Weiterhin stand die Außenspielerin mit Hypo Niederösterreich in der Saison 2007/08 im Finale der EHF Champions League. Nach einer Pause schloss sie sich im Sommer 2014 dem österreichischen Zweitligisten UHC Eggenburg an. Nachdem Eggenburg im Jahr 2017 in die Women Handball Austria aufgestiegen war, beendete sie ihre Karriere.
Plach bestritt insgesamt 107 Länderspiele für die österreichische Nationalmannschaft, mit der sie an der Weltmeisterschaft 2005, an der Europameisterschaft 2006, an der Weltmeisterschaft 2007, an der Europameisterschaft 2008 und an der Weltmeisterschaft 2009 teilnahm.